# Cryptonanus chacoensis
Cryptonanus chacoensis is een opossum uit het geslacht Cryptonanus die voorkomt in Noord-Argentinië, Paraguay en mogelijk Bolivia. Het is de typesoort van het geslacht Cryptonanus.

## Beschrijving
De dieren bereiken een kop-romplengte van 7 tot 11,4 cm, hebben een 9,5 tot 13,6 cm lange staart en bereiken een gewicht van 10 tot 19 gram. De staart is dus ongeveer 25% langer dan de kop en romp samen. De dorsale vacht en de bovenkant van het hoofd zijn okerbruin, de zijkanten van het lichaam zijn enigszins geelachtig. De buik is witachtig of licht kaneelkleurig. De vacht is kort en zijdeachtig. De staart is grijsbruin van kleur en aan de bovenzijde iets donkerder dan aan de onderzijde. De oren zijn middelgroot en grijsbruin. De vrouwtjes hebben negen mammae, maar geen buidel.

## Habitat en levenswijze
De soort komt voor in een mozaïeklandschap waarin vochtige graslanden worden afgewisseld met kleine bossen. De soort leeft voornamelijk op de grond en lijkt de voorkeur te geven aan open en vochtige biotopen. In Paraguay werden de dieren ook gevangen in kleine bossen en in Argentinië in galerijbossen en plantages. De soort is nachtactief en brengt de dag door in nesten, die zich ook in boomholtes tot 1,5 m boven de grond kunnen bevinden. Er is niets bekend over het dieet van wilde dieren. Een exemplaar dat onder menselijke zorg werd gehouden, at gehakt en druiven. Ook over voortplanting is weinig bekend. Hoewel de vrouwtjes slechts negen mammae hebben, zijn er individuen waargenomen met wel twaalf jongen in een worp.

## Taxonomie
C. chacoensis werd in 1931 beschreven als Marmosa chacoensis door de Amerikaanse zoöloog George Henry Hamilton Tate, op basis van zes exemplaren gevangen bij Sapucay in Paraguay. In 1989 werd het ingedeeld bij het geslacht Gracilinanus en in 2005 werd het bij de beschrijving van het nieuwe geslacht Cryptonanus tot dit nieuwe geslacht gerekend, als typesoort.
Cryptonanus ignitus, een slanke buidelrat beschreven in 2002, alleen bekend van zijn holotype en vermoedelijk uitgestorven omdat het holotype uit een bosgebied kwam dat op grote schaal werd vernietigd voor de teelt van suikerriet, bleek een synoniem te zijn beschrijving van Cryptonanus chacoensis na een heronderzoek van het holotype gepubliceerd in april 2019.